# Christoph von Poniński
Christoph Heinrich Ludwig Graf von Poniński (* 15. Juli 1802 in Siebeneichen, Kreis Löwenberg; † 5. Mai 1876 in Breslau) war ein preußischer Landrat, Rittergutsbesitzer und Politiker.

## Leben
Christoph Graf von Poniński entstammte der polnischen Adelsfamilie Poniński des Wappens Łodzia und war der Sohn von Ignatz August Graf von Poniński und Friederike Charlotte Gräfin von Dohna-Vianen. Er heiratete 1832 Bernhardine Wilhelmine Amalie Gräfin von Dohna-Schlodien.
1822 begann er ein Studium der Rechtswissenschaft an der Ruprecht-Karls-Universität und wurde Mitglied des Corps Saxo-Borussia Heidelberg. 1828 war er am 3. Stadtgericht in Breslau tätig und 1840–1851 Landrat des Kreises Löwenberg. 1851 wurde er Landrat des Kreises Randow in der Provinz Pommern, wechselte aber noch 1851 als Oberregierungsrat in die Abteilung des Innern nach Potsdam, von wo er 1867 zum Vizepräsidenten der Regierung in Breslau berufen wurde.
Christoph Graf von Poniński war von 1849 bis 1851 Mitglied des Preußischen Abgeordnetenhauses. In den 1840er Jahren gehörten ihm die Rittergüter Lauterseiffen, Radmannsdorf und Siebeneichen im Kreis Löwenberg.

## Ehrungen
- Roter Adlerorden III. Klasse mit Schleife
- Ritter des Königlichen Hausordens von Hohenzollern
- Fürstlich Hohenzollernscher Hausorden III. Klasse
- Komtur I. Klasse des Albrechts-Ordens
- Ehrenkreuz von Schwarzburg I. Klasse